# Topolany

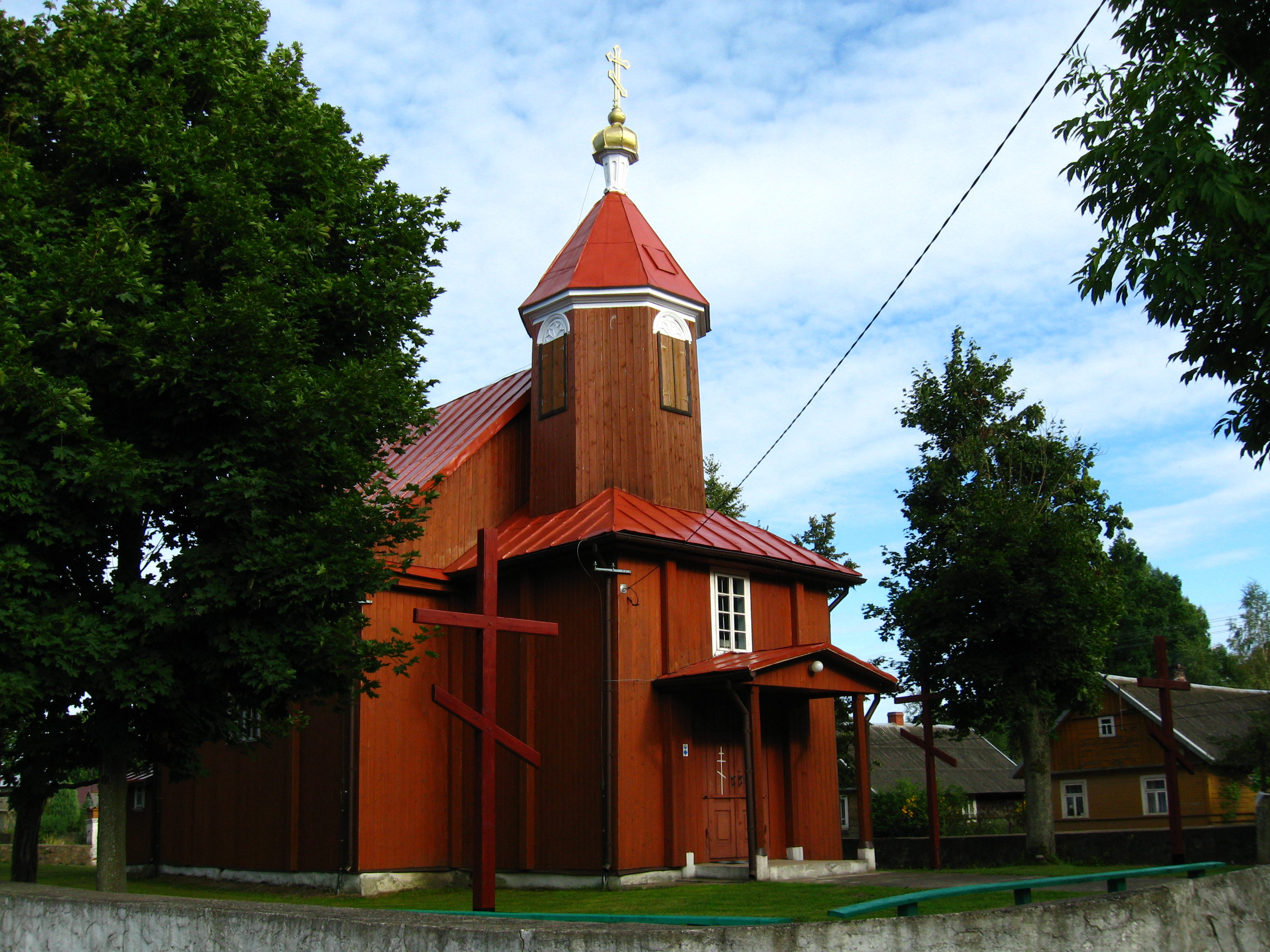
Cerkiew Przemienienia Pańskiego w Topolanach

Topolany (białorus. Таполяны) – wieś w Polsce, położona w województwie podlaskim, w powiecie białostockim, w gminie Michałowo.
Wieś jest siedzibą sołectwa Topolany w skład którego wchodzą: Topolany i Mościska
Wieś jest siedzibą prawosławnej parafii Przemienienia Pańskiego. Natomiast wierni kościoła rzymskokatolickiego należą do parafii Opatrzności Bożej w Michałowie.

## Położenie
Wieś magnacka hrabstwa zabłudowskiego położona była w końcu XVIII wieku w powiecie grodzieńskim województwa trockiego Wielkiego Księstwa Litewskiego.
W okresie dwudziestolecia międzywojennego miejscowość znajdowała się w gminie Zabłudów.
W latach 1975–1998 miejscowość administracyjnie należała do województwa białostockiego.

## Integralne części wsi
| SIMC    | Nazwa           | Rodzaj  |
| ------- | --------------- | ------- |
| 0034826 | Wierch-Topolany | kolonia |

## Historia

### Lata 1674–1944
Wieś Topolany została założona w hrabstwie Zabłudów po 1674 roku. W marcu 1763 roku wieś Topolany liczyła 52 dymy. Chłopi uprawiali 43 włóki ziemi, tj. około 772,06 ha i posiadali 24 konie i 70 wołów. W 1771 roku mieszkały tu 54 rodziny (157 osób w tym 90 mężczyzn i 67 kobiet). 12 maja 1809 roku liczba rodzin wzrosła do 73 i we wsi mieszkało 339 osób, 166 mężczyzn i 173 kobiety.
W końcu 1812 roku w Topolanach rozegrała się tragedia, która pozbawiła życia ponad 50% mieszkańców wsi. We wsi zatrzymał się oddział wojska francuskiego. Żołnierze rekwirowali u chłopów zboże dla swoich koni oraz młode bydło i trzodę chlewną. Przeszukiwali chaty, i to co stanowiło jakąś wartość, zabierali. Ponadto dokonali kilku gwałtów. Topolańscy mężczyźni nerwowo nie wytrzymali i kilku gwałcicieli zakłuli widłami. Rozwścieczeni Francuzi podpalili wieś i wymordowali wszystkich, którzy nie zdążyli się ukryć. Tragedia ta, jak i wiele podobnych w tym okresie, nigdzie nie została odnotowana, ale potwierdza ją stan ludności wsi Topolany z dnia 1 maja 1816 roku. Po czterech latach od wspomnianej tragedii w Topolanach mieszkało tylko 29 rodzin, 77 mężczyzn i 75 kobiet. Liczba ta w porównaniu do roku 1809 była niższa o 44 rodziny i o 187 osób. Stan zwierząt był również bardzo niski i wynosił 15 koni, 45 wołów, 22 krowy, 16 jałówek i 82 owce.
Lata pokoju i spokoju w Topolanach zaznaczyły się dość dynamicznym przyrostem ludności. 30 lipca 1833 roku mieszkało już we wsi 66 rodzin składających się z 501 osób, 252 mężczyzn i 249 kobiet.
Kolejna tragedię Topolany przeżyły w latach 1855–1860. Szalejąca wówczas epidemia tyfusu i cholery pozbawiła życia ponad 50% mieszkańców wsi. Uwłaszczenie chłopów nastąpiło najprawdopodobniej w 1864 roku.
W 1915 roku około 80% mieszkańców Topolan wyjechało do Rosji (tzw. bieżeństwo). Tam zakaźne choroby i głód pozbawiły życia wiele osób. Zdziesiątkowane rodziny powracały do swoich zagród do 1922 roku.
Według Pierwszego Powszechnego Spisu Ludności, przeprowadzonego w 1921 r., Topolany liczyły 454 mieszkańców (223 kobiety i 231 mężczyzn), zamieszkałych w 72 domach. Zdecydowana większość mieszkańców Topolan zadeklarowała wówczas wyznanie prawosławne (289 osób). Pozostali zgłosili kolejno: wyznanie rzymskokatolickie (159 osób) i wyznanie ewangelickie (6 osób). Podział religijny mieszkańców Topolan całkowicie odzwierciedlał ich strukturą narodowo-etniczną, bowiem 289 osób zadeklarowało narodowość białoruską, reszta podała kolejno narodowości: polską (159 osób) i niemiecką (6 osób).
Scalania gruntów dokonano w 1935 roku.
Wycofujące się oddziały wojska niemieckiego i własowców w połowie lipca 1944 roku zabrały 9 koni, 21 sztuk bydła, 24 świnie i 31 owiec.

### Lata 1944–2009
Po II wojnie światowej część mieszkańców wyjechała do Białoruskiej Socjalistycznej Republiki Radzieckiej na zawsze opuszczając rodzinną wieś, na ich miejsce sprowadzono repatriantów zza linii Curzona.
Głównym źródłem utrzymania mieszkańców Topolan do 1946 roku była praca we własnym gospodarstwie rodzinnym. W Topolanach w 1950 roku mieszkało 615 osób, 318 mężczyzn i 297 kobiet. W 1953 roku po wyzwoleniu zorganizowano w Topolanach Spółdzielnię Produkcyjną, która przetrwała do 1956 roku i została zlikwidowana.
W 1960 roku mieszkało tu 514 osób, 258 mężczyzn i 256 kobiet. W 1967 roku do Topolan doprowadzono energię elektryczną. W 1970 roku mieszkały w Topolanach 443 osoby, 220 mężczyzn i 223 kobiety.
Ludność Topolan po 1970 roku raptownie malała. Młodzi ludzie masowo porzucali gospodarkę i uciekali przeważnie do Białegostoku, gdzie się kształcili, wykupowali mieszkania w bloku i podejmowali pracę zarobkową. W 1980 roku mieszkało we wsi tylko 268 osób, 136 mężczyzn i 132 kobiety. W 1990 w Topolanach mieszkało 209 osób, a w 1995 roku już 202 osoby.
W 1980 r. w Topolanach dokonano badań dialektologiczno-językowych pod kierunkiem Janusza Siatkowskiego, w ramach których odnotowano, że: gwara białoruska jest dobrze zachowana i używana, zwłaszcza przez starszych, młodzież coraz częściej mówi po polsku.
Topolany otrzymały wodę bieżącą z kranów w 1998 roku. Instalację wodociągów we wsi zapoczątkował wójt gminy Michałowo Włodzimierz Konończuk, a ukończył wójt Sławomir Jośko w 1998 roku.
Przez Topolany przebiega droga powiatowa (dawnej wojewódzka) Zabłudów–Michałowo–Gródek. Komunikację na tej trasie zapewnia PKS.
Na początku 2009 r. samorząd województwa podlaskiego planował wybudowanie w Topolanach lotniska regionalnego. 31 lipca 2009 r. Zarząd województwa podlaskiego wydał decyzję w sprawie budowy portu lotniczego w Sanikach. Planów tych nie zrealizowano, a lokalizacji ostatecznie nie wybrano (2017).

## Zabytki
- rozplanowanie przestrzenne wsi wraz z tradycyjną zabudową, XVII-XIX, nr rej.: A-429 z 24.03.1988
- cerkiew prawosławna par. pw. Przemienienia Pańskiego, drewn., 2 poł. XVIII, nr rej.: A-427 z 11.09.1979[18]

We wsi znajduje się także cmentarz wojenny z 1944.